# Mami Shindō-Honma
Pour les articles homonymes, voir Shindo.
Mami Shindō-Honma (進藤-本間 真美, Shindō-Honma Mami) est une biathlète japonaise, née le 22 février 1975 à Obanazawa.

## Biographie
Dans la Coupe du monde, elle fait ses débuts en 1995 à Östersund. Elle marque ses premiers points dans cette compétition quelques semaines plus tard à Antholz. En 1998, elle est sélectionnée pour les Jeux olympiques de Nagano, où elle est notamment 29e de l'individuel. Elle signe son meilleur classement général dans la Coupe du monde en 1999, avec le 38e rang, et aussi sur une épreuve individuelle avec une 10e place au sprint de Val Cartier.
Dans les Championnats du monde, son meilleur résultat individuel est une 22e place à l'individuel en 2001 à Pokljuka.
En 2002, elle dispute sa dernière compétition internationale, les Jeux olympiques de Salt Lake City, où elle est 45e du sprint, 41e de la poursuite, 64e de l'individuel et 14e du relais.

## Palmarès

### Jeux olympiques
| Épreuve / Édition                   | Individuel | Sprint | Poursuite                        | Relais |
| Jeux olympiques 1998 Nagano         | 29e        | -      | Épreuve inexistante à cette date | 14e    |
| Jeux olympiques 2002 Salt Lake City | 45e        | 41e    | 64e                              | 14e    |

Légende :
- — : N'a pas participé à cette épreuve
- : épreuve non disputée lors de cette édition

### Championnats du monde
| Épreuve / Édition              | individuel | Sprint | Poursuite                        | Départ en masse                  | Relais | Course par équipes               |
| Mondiaux 1996 Ruhpolding       | 66e        | 47e    | Épreuve inexistante à cette date | Épreuve inexistante à cette date | 9e     | 14e                              |
| Mondiaux 1997 Osrblie          | 50e        | -      | -                                | Épreuve inexistante à cette date | 15e    | 15e                              |
| Mondiaux 1999 Kontiolahti Oslo | 38e        | 43e    | -                                | -                                | 10e    | Épreuve inexistante à cette date |
| Mondiaux 2000 Oslo Lahti       | 26e        | 48e    | 36e                              | -                                | 9e     | Épreuve inexistante à cette date |
| Mondiaux 2001 Pokljuka         | 22e        | 41e    | 38e                              | -                                | 9e     | Épreuve inexistante à cette date |

Légende :

 : épreuve inexistante à cette date

— : pas de participation à cette épreuve

### Coupe du monde
- Meilleur classement général : 38e en 1999.
- Meilleur résultat individuel : 10e.

#### Différents classements en Coupe du monde
| Année | Classement général final |
| 1996  | 75e                      |
| 1999  | 38e                      |
| 2000  | 52e                      |
| 2001  | 40e                      |
| 2002  | 63e                      |